# Comarca do Baixo Miño
O Baixo Miño is een comarca van de Spaanse provincie Pontevedra. De hoofdstad is Tui, de oppervlakte 315,1 km² en het heeft 48.042 inwoners (2005).

## Gemeenten
A Guarda, O Rosal, Oia, Tomiño en Tui.